# DisplayPort
DisplayPort (DP) este o interfață de afișare digitală dezvoltată de un consorțiu de producători de computere și cip (în special Maxell, Lattice, Philips și Sony ) și standardizată de Asociația Video Electronics Standards Association (VESA). Interfața este folosită în principal pentru a conecta o sursă video la un dispozitiv de afișare, cum ar fi un monitor de computer, și poate transporta, de asemenea, audio, USB și alte forme de date.
DisplayPort a fost proiectat pentru a înlocui VGA, DVI și FPD-Link. Interfața este compatibilă reversibil cu alte interfețe, cum ar fi HDMI și DVI, prin utilizarea de adaptoare active sau pasive.

## Legături externe
- Crowdsourced comparison table EN-FR video connectors
- DisplayPort - the official site operated by VESA
- Bridging the new DisplayPort standard
- Introducing the Panel Self Refresh Technology
- SlimPort Consumer website Arhivat în 9 aprilie 2016, la Wayback Machine.
- SlimPort Enabled Devices[nefuncțională]